# Могельниця
Могельни́ця (пол. Mogielnica) — місто в центральній Польщі, у долині річки Пілиця.
Належить до Груєцького повіту Мазовецького воєводства.

## Демографія
Демографічна структура станом на 31 березня 2011 року:
|          | Загалом | Допрацездатний вік | Працездатний вік | Постпрацездатний вік |
| -------- | ------- | ------------------ | ---------------- | -------------------- |
| Чоловіки | 1172    | 226                | 807              | 139                  |
| Жінки    | 1261    | 193                | 755              | 313                  |
| Разом    | 2433    | 419                | 1562             | 452                  |